# Rubens Mikindo Muhima
Rubens Mikindo Muhima est un homme politique congolais. En 2019, il est le secrétaire général adjoint de l'Union pour la démocratie et le progrès social (UDPS). Il est entre l'été 2019 et 2021, ministre d'État, ministre des Hydrocarbures dans le gouvernement Ilunga.